# Kość skroniowa

Kości czaszki (część): 1) czołowa 2) ciemieniowa 3) klinowa 4) skroniowa 5) potyliczna 6) sitowa

Kość skroniowa (łac. os temporale) – parzysta, silnie spneumatyzowana kość wchodząca w skład mózgoczaszki, położona pomiędzy kością potyliczną a kością klinową. Poza funkcją strukturalną pełni dodatkowe role:
1). W jej wnętrzu zawarty jest błędnik kostny, który stanowi jamę złożoną z kanalików i komórek, w których mieści się błędnik błoniasty, stanowiący narząd słuchu i równowagi za sprawą zawartych w nim receptorów słuchu i nacisku. 
2). Współtworzy staw skroniowo-żuchwowy - tworzy panewkę dla tego stawu. Podczas żucia amortyzuje ruchy żuchwy i przenosi ciśnienie na sąsiednie kości czaszki. 
3). W dolnej powierzchni kości skroniowej, która stanowi część podstawy zewnętrznej czaszki (łac. basis cranii externa), znajdują się miejsca przyczepy więzadeł i ścięgien mięśni szyi oraz powięzi gardłowo-podstawnej (łac. fascia pharyngobasalis). Za pomocą tych struktur, a także za pośrednictwem żuchwy kość skroniowa dźwiga trzewia szyi (gardło, przełyk, tchawicę i krtań).
U człowieka na kość skroniową składają się cztery części:
- część łuskowa (łuska skroniowa)
- część sutkowa
- część bębenkowa
- część skalista (piramida)

## Część łuskowa
Część łuskowa (łac. pars squamosa) albo łuska skroniowa (łac. squama temporalis) – przednio-górna część kości skroniowej, składająca się ze strzałkowo ustawionej płyty kostnej stanowiącej boczną część ściany mózgoczaszki, oraz z dolnej, masywniejszej części w której znajduje się powierzchnia stawowa stawu skroniowo-żuchwowego.

### Brzegi
- górny (ciemieniowy): łączy się z brzegiem łuskowym kości ciemieniowej szwem łuskowym (łac. sutura squamosa),
- tylny: tworzy wcięcie ciemieniowe (łac. incisura parietalis) w części sutkowej kości za pomocą którego łączy się z kątem sutkowym kości ciemieniowej (łac. angulus mastoideus ossis parietalis).
- przednio-dolny (klinowy): łączy się z tylną krawędzią powierzchni skroniowej skrzydła większego kości klinowej za pośrednictwem szwu klinowo-łuskowego (łac. sutura sphenosquamosa).

### Powierzchnie
- Powierzchnia skroniowa (zewnętrzna): gładka i wypukła, stanowi dno dołu skroniowego (łac. fossa temporalis). W tylno-górnej części łuski znajduje się bruzda tętnicy skroniowej środkowej (łac. sulcus arteriae temporalis mediae). W dolnej części powierzchni łuski, nad otworem przewodu słuchowego zewnętrznego (łac. porus acusticus externus) znajduje się kolec nadprzewodowy (łac. spina suprameatica) i tuż nad nim dołek nadprzewodowy (łac. foveola suprameatica), do tyłu od otworu przewodu słuchowego zewnętrznego znajduje się dół sutkowy (łac. fossa mastoidea). Bezpośrednio do przodu od otworu przewodu słuchowego zewnętrznego i samego przewodu znajduje się dół żuchwowy (łac. fossa mandibularis), ograniczony:
  - od dołu: przez guzek stawowy,
  - od tyłu: przez część bębenkową kości, oddzielającą go od przewodu słuchowego zewnętrznego,
  - na dnie: przechodzi szczelina skalisto-bębenkowa, która przedziela dół na część przednią (łuskową), która jest pokryta chrząstką włóknistą i wraz z guzkiem stawowym tworzy panewkę stawu skroniowo-żuchowego oraz na część tylną (bębenkową), która nie tworzy powierzchni stawowej. Od strony przyśrodkowej w obręb szczeliny skalisto-bębenkowej wciska się ostrym klinem o ostrzu skierowanym bocznie dolny brzeg pokrywki jamy bębenkowej (dolny fragment części skalistej). Szczelina skalisto-bębenkowa przedłuża się do przodu i do tyłu od klina, przy czym do przodu od klina szczelina, zwana szczeliną skalisto-łuskową (łac. fissura petrosquamosa), ulega skostnieniu, a do tyłu od klina właściwa szczelina skalisto-bębenkowa (łac. fissura petrotympanica) pozostaje niezarośnięta. Przez tę szczelinę przechodzą:
    - więzadło przednie młoteczka,
    - t. bębenkowa przednia,
    - żyły bębenkowe,
    - struna bębenkowa;

Do przodu i ku górze względem otworu przewodu słuchowego zewnętrznego odchodzi bocznie i ku przodowi wyrostek jarzmowy (łac. processus zygomaticus). Rozpoczyna się dwoma odnogami:
- - przednią, która zagina się przyśrodkowo i do przodu a następnie łączy się zębatym szwem skroniowo-jarzmowym (łac. sutura temporozygomatica) z wyrostkiem skroniowym kości jarzmowej tworząc łuk jarzmowy (łac. arcus zygomaticus). Jego górny brzeg jest ostry i cienki – stanowi miejsce przyczepu powięzi skroniowej. Na grubej i krótkiej, dolnej krawędzi znajduje się pokryty chrząstką włóknistą guzek stawowy (łac. tuberculum articulare), tworzący wraz z leżącym ku tyłowi od niego dołem żuchwowym (łac. fossa mandibularis) panewkę stawu skroniowo-żuchwowego. Ponadto stanowi miejsce przyczepu więzadła bocznego stawu skroniowo-żuchowego, a także znajduje się tu przyczep mięśnia żwacza.
  - tylną, która poziomo ku tyłowi biegnie nad otworem przewodu słuchowego zewnętrznego, przedłużając się wałem kostnym aż do tylnego brzegu kości jako kresa skroniowa dolna kości ciemieniowej.
- Powierzchnia mózgowa (wewnętrzna): skierowana do środkowego dołu czaszki, tworzy jego boczne ograniczenie, jest wklęsła i na niej znajdują się liczne wyciski palczaste (łac. impressiones digitatae) i łęki mózgowe (łac. juga cerebralia). Posiada również głęboki rowek dla naczyń oponowych środkowych.

## Część sutkowa

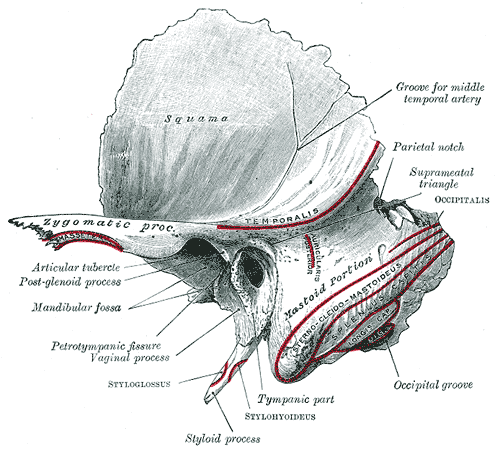
kość skroniowa

Część sutkowa (łac. pars mastoidea), niekiedy uznawana za część składową piramidy. Tworzy tylną część kości skroniowej, położoną do tyłu od przewodu słuchowego zewnętrznego. Wykształca się dopiero u dorosłych wyodrębniając się z elementów łuski i piramidy (część skalista ma większy udział w budowie części sutkowej) łączących się szwem łuskowo-sutkowym (łac. sutura squamosomastoidea), który u osobników dorosłych widoczny jest w około 1/3 przypadków. Szew ten rozciąga się od wcięcia ciemieniowego do przedniego brzegu wyrostka sutkowatego. We wnętrzu części sutkowej kości skroniowej znajdują się jamki powietrzne, które ku przodowi są coraz większe i mniej liczne. Z przodu znajduje się jama sutkowa, która łączy się od wnętrza jamy bębenkowej z komórkami oraz zachyłkiem nadbębenkowym (łac. recessus epitympanicus), leżącym tuż pod pokrywką jamy bębenkowej.

### Brzegi
- górny: łączy się wcięciem ciemieniowym (łac. incisura parietalis) z kątem sutkowym (łac. angulus mastoideus) kości ciemieniowej.
- tylny (potyliczny): łączy się z brzegiem sutkowym (łac. margo mastoideus) części podstawnej i części bocznej kości potylicznej;

### Powierzchnie
- Powierzchnia zewnętrzna – jest wypukła i szorstka. Posiada miejsca przyczepów dla brzuśca potylicznego mięśnia potyliczno-czołowego i mięśnia usznego tylnego. W części tylnej znajduje się otwór sutkowy (łac. foramen mastoideum), który prowadzi do zatoki esowatej (łac. sinus sigmoideus). Przechodzą przez niego:
  - gałąź sutkowa tętnicy potylicznej (do opony twardej),
  - żyła wypustowa sutkowa łącząca zatokę esowatą z żyłą powierzchowną czaszki.

Część sutkowa przedłuża się ku dołowi w stożkowaty, wypełniony komórkami sutkowatymi wyrostek sutkowaty (łac. processus mastoideus), który stanowi wspólny przyczep końcowy dla mięśnia mostkowo-obojczykowo-sutkowego (łac. m. sternocleidomastoideus), dla mięśnia płatowatego głowy (łac. m. splenius capitis) oraz mięśnia najdłuższego głowy (łac. m. longissimus capitis). Po stronie przyśrodkowej wyrostka sutkowatego jest wcięcie sutkowe (łac. incisura mastoidea), będące miejscem przyczepu brzuśca tylnego mięśnia dwubrzuśowego (łac. venter posterior musculi digastrici), zaś przyśrodkowo od wcięcia znajduje się bruzda tętnicy potylicznej (łac. sulcus arteriae occipitalis).
- Powierzchnia wewnętrzna – tu najwyraźniejszą strukturą jest głęboka bruzda zatoki esowatej.

## Część bębenkowa
Buduje ścianę przednią, dolną i część tylnej przewodu słuchowego zewnętrznego (pozostałą część przewodu uzupełnia część łuskowa kości skroniowej), stanowiąc cewkowatą blaszkę, która przyczepia się do przedniej powierzchni wyrostka sutkowatego. Tutaj wytwarza się szczelina bębenkowo-sutkowa (łac. fissura tympanomastoidea), a w niej znajduje się tylny koniec kanalika sutkowego (łac. canaliculus mastoideus), z którego wychodzi gałąź uszna nerwu błędnego (aby unerwić skórę przyśrodkowej powierzchni małżowiny i fragment skóry do tyłu od małżowiny), która wcześniej wchodzi do tego kanalika na podstawie czaszki w bocznej części dołu szyjnego (na części skalistej kości skroniowej). Przednia część cewki przylega do części łuskowej kości skroniowej (do brzegu dolnego, bezpośrednio do tyłu od dołu żuchwowego), bocznie się z nią zrastając. Przyśrodkowo między część łuskową a bębenkową wciska się wyrostek dolny pokrywki bębenkowej (fragment części skalistej). Przyśrodkowo wyrostek części bębenkowej kończy się grzebieniem bębenkowym (łac. crista tympanica), która otacza od przodu wyrostek rylcowaty kości skroniowej tworząc jego pochwę.
Oś długa przewodu słuchowego zewnętrznego (o długości ok. 2 cm) jest skierowana ku dołowi i tyłowi. Na przekroju jest kształtu owalnego. Jej koniec wewnętrzny zamknięty jest błoną bębenkową. Bocznie kończy się otworem słuchowym zewnętrznym (łac. porus acusticus externus), którego ograniczeniami są od góry odnoga tylna wyrostka jarzmowego, a od tyłu kolec nadprzewodowy (łac. spina suprameatica).
Błona bębenkowa osadzona jest w pierścieniu bębenkowym (łac. anulus tympanicus) położonym wzdłuż bruzdy bębenkowej. Przedni kolec bębenkowy większy i tylny kolec bębenkowy mniejszy przylegają do wcięcia bębenkowego łuski (gdzie nie ma bruzdy bębenkowej) i stanowią końce pierścienia bębenkowego. Tutaj znajduje się część wiotka błony bębenkowej (łac. pars flaccida membranae tympani).

## Część skalista (Piramida)
Jest kształtu czworościennego ostrosłupa, którego oś długa ustawiona jest pod kątem 45 stopni do płaszczyzny strzałkowej. Szczyt piramidy skierowany jest do przodu i przyśrodkowo a podstawa jest skierowana bocznie i uległa zrośnięciu z powierzchnią wewnętrzną części łuskowej i sutkowej. Szczyt piramidy zawiera otwór wewnętrzny kanału tętnicy szyjnej ograniczający otwór poszarpany.
To najtwardsza kość w organizmie ssaków.

### Szczyt, podstawa i krawędzie piramidy
- Szczyt piramidy – jest szorstki i nierówny. Wnika do kąta utworzonego przez brzeg tylny skrzydła większego oraz trzon kości klinowej i część podstawną kości potylicznej. Leży w nim otwór wewnętrzny kanału tętnicy szyjnej (łac. foramen internum canalis carotici). Stanowi tylne ograniczenie otworu poszarpanego (łac. foramen lacerum).
- Podstawa piramidy – Jest zrośnięta z wewnętrzną powierzchnią części łuskowej i sutkowej kości skroniowej.
- Krawędź górna – jest najdłuższa i wolna. Jest położona między powierzchnią przednią a tylną. Ma wyżłobiony rowek – bruzdę zatoki skalistej górnej (łac. sulcus sinus petrosi superioris) dla równoimiennej zatoki żylnej opony twardej mózgowia. Na całej jej długości znajduje się przyczep namiotu móżdżku (łac. tentorium cerebelli). Ogranicza dół tylny czaszki od dołu środkowego czaszki.
- Krawędź tylna – Łączy się z brzegiem bocznym części bocznej i podstawnej kości potylicznej. Tworzy wcięcie szyjne (łac. incisura jugularis) przedzielone wyrostkiem śródszyjnym (łac. processus intrajugularis).
- Krawędź przednia – najkrótsza. Rozciąga się między powierzchnią przednią a dolną. W dole środkowym czaszki w swym tylnym odcinku łączy piramidę z łuską i występuje tu szczelina skalisto-łuskowa (łac. fissura petrosquamosa). Swym przednim odcinkiem łączy się z kością klinową i występuje tu szczelina klinowo-skalista (łac. fissura sphenopetrosa).
- Krawędź dolna – Jest bardzo nieregularna i słabo się zaznacza na powierzchni zewnętrznej podstawy czaszki. Stanowi wyrostek skalisty, który wklinowuje się w obręb przyśrodkowego odcinka szczeliny bębenkowo-skalistej, dzieląc go na dwie osobne szczeliny.

### Powierzchnie piramidy
- Powierzchnia przednia, ściślej: powierzchnia przednio-górna[1] – tworzy część tylną dołu środkowego czaszki (łac. fossa cranii media), do którego przylega płat skroniowy mózgu (stąd na tej powierzchni występują też łęki mózgowe i wyciski palczaste). Część łuskowa łączy się z nią za pośrednictwem szczeliny skalisto-łuskowej (łac. fissura petrosquamosa). Tuż przy górnej krawędzi widać wyniosłość łukowatą (łac. eminentia arcuata), powstałą w wyniku naporu ze strony kanału półkolistego przedniego. Do przodu i bocznie od tej wyniosłości znajduje się wgłębienie świadczące o położeniu jamy bębenkowej – silnie cieniejąca warstwa kostna zwana pokrywką jamy bębenkowej (łac. tegmen tympani). Zawiera ona komórki pokrywkowe (łac. cellulae tegmentales). Ich obecność powoduje znaczną kruchość pokrywki, w wyniku czego błona śluzowa wyścielająca jamę bębenkową może wręcz przylegać do opony twardej mózgowia. Stąd proces zapalny ucha środkowego może łatwo przenieść się na oponę twardą mózgowia, co jest bardzo niebezpieczne dla życia. Bocznie od otworu wewnętrznego kanału tętnicy szyjnej leży otwór kanału mięśniowo-trąbkowego (łac. foramen musculotubarius), prowadzący do równoimiennego kanału, którego światło jest skierowane do przodu i przyśrodkowo i prowadzi do jamy bębenkowej. Ponadto kanał jest przedzielony kostną przegrodą na część górną (mniejszą), zwaną półkanałem mięśnia naprężającego błonę bębenkową (łac. semicanalis musculi tensoris tympani) oraz na część dolną (większą), zwaną półkanałem trąbki słuchowej (łac. semicanalis tubae auditivae). W ścianach półkanału znajdują się komórki trąbkowe (łac. cellulae tubariae). Powyżej i do tyłu od otworu kanału mięśniowo-trąbkowego znajduje się przyśrodkowy rozwór kanału nerwu skalistego większego (łac. hiatus canalis nervi patrosi majoris), który prowadzi równoimienny kanał do kolanka kanału nerwu twarzowego (łac. geniculum canalis nervi facialis).

Kanał nerwu skalistego większego zawiera:
- gałąź skalistą t. oponowej środkowej,
- nerw skalisty większy od nerwu twarzowego (włókna czuciowo-ruchowe nerwu twarzowego), biegnący w bruździe nerwu skalistego większego wprost do otworu poszarpanego, a z niego uchodzi kanałem skrzydłowym do dołu skrzydłowo-podniebiennego, scalając się w tym kanale z nerwem skalistym głębokim i tworząc nerw kanału skrzydłowego.

Bocznie od poprzedniego otworu, również w okolicy szczytu piramidy leży rozwór kanału nerwu skalistego mniejszego (łac. hiatus canalis nervi petrosi minoris). Przez ten rozwór przechodzą:
- tętnica bębenkowa górna (od tętnicy oponowej środkowej),
- nerw skalisty mniejszy – będący przedłużeniem nerwu bębenkowego, którego źródłem jest zwój dolny nerwu językowo-gardłowego, położony w dołku skalistym (łac. fosulla petrosa) i uchodzi na dnie tego dołka biegnąc kanalikiem bębenkowym do jamy bębenkowej do wzgórka. Stamtąd uchodzi przez górną ścianę jamy bębenkowej za pośrednictwem połączenia z jamy bębenkowej z kolankiem kanału nerwu twarzowego (wymienia niektóre włókna parasympatyczne z komponentą parasympatyczną nerwu twarzowego – nerwem dodatkowym) i uchodzi jako nerw skalisty mniejszy przez równoimienny kanał i rozwór, a następnie zmierza przez szczelinę klinowo-skalistą do dołu podskroniowego (unerwia śliniankę przyuszną i gruczoły policzkowe).

W pobliżu szczytu piramidy znajduje się wycisk zwoju nerwu trójdzielnego (łac. impressio nervi trigemini) dla zwoju troistego (półksiężycowatego) nerwu trójdzielnego (łac. ganglion semilunare nervi trigemini).
- Powierzchnia tylna, ściślej: powierzchnia tylno-górna[1], stanowi powierzchnię przednią dołu tylnego czaszki. Przylega do niej półkula móżdżku. Pośrodku tej powierzchni znajduje się otwór słuchowy wewnętrzny (łac. porus acusticus internus), który prowadzi do długiego na ok. 1 cm przewodu słuchowego wewnętrznego (łac. meatus acusticus internus).

Przewód słuchowy wewnętrzny zawiera:
- nerw twarzowy i nerw pośredni,
- nerw przedsionkowo-ślimakowy,
- tętnicę błędnikową zwaną też tętnicą słuchową wewnętrzną (od tętnicy przedniej dolnej móżdżku lub tętnicy podstawnej – końcowej gałęzi t. szyjnej wewnętrznej),
- drobne żyłki;

Przewód słuchowy wewnętrzny kończy się dnem przewodu słuchowego wewnętrznego (łac. fundus meatus acustici interni), który jest owalny i stanowi pionowo postawioną płytkę kostną, będąca ścianą przyśrodkową błędnika kostnego przedsionka i ślimaka. Dno dzieli grzebień poprzeczny (łac. crista transversa) na górne pole mniejsze i na dolne pole większe, a pionowe pasmo dodatkowo dzieli oba pola na części przednie i tylne.
Podział dna przewodu słuchowego wewnętrznego:
- przednio-górna ćwiartka: pole nerwu twarzowego (łac. area nervi facialis), który przebija nerw twarzowy (i nerw pośredni) wchodząc do kanału nerwu twarzowego,
- przednio-dolna ćwiartka: pole ślimakowe (łac. area cochlae), zawiera pasmo spiralne dziurkowane (łac. tratus spiralis foraminosus), które zawiera drobne ujścia kanalików włókien czuciowych nerwu ślimakowego, które uchodzą ze ślimaka i dośrodkowo kierują się do światła przewodu słuchowego wewnętrznego (gdzie scalają się w jeden wspólny nerw przedsionkowo-ślimakowy).
- tylno-górna ćwiartka: pole przedsionkowe górne (łac. area vestibularis superior), które zawiera górną część włókien od górnej części przedsionka i łagiewki, a także od przedniego i bocznego kanału półkolistego,
- tylno-dolna ćwiartka: pole przedsionkowe dolne (łac. area vestibularis inferior), które zawiera dolną część włókien od przedsionka i od woreczka,
- otwór pojedynczy (łac. foramen singulare), położony u dołu pola przedsionkowego dolnego. Prowadzi gałązki z dolnej części przedsionka i od kanału półkolistego dolnego.

Dół podłukowaty (łac. fossa subarcuata) znajduje się pod wyniosłością łukowatą i prowadzi ślepo pod kanał półkolisty przedni błędnika i zawiera wypustkę opony twardej. Bardziej bocznie i ku dołowi leży otwór zewnętrzny (łac. apertura externa) do kanału wodociągu przedsionka (łac. aqueductus vestibuli). Kanał ten łączy woreczek i łagiewkę z przestrzenią podoponową.
Kanał wodociągu przedsionka zawiera:
- przewód błędnika błoniastego,
- drobną tętniczkę i żyłkę;

Powierzchnia dolna – posiada również przedni odcinek, niekiedy określany jako powierzchnia przednio-dolna, która jest bezpośrednio przyrośnięta do części łuskowej kości klinowej, przez co jest całkowicie ukryta w obrębie kości i niewidoczna i leży na przyśrodkowym odcinku przewodu słuchowego zewnętrznego. Powierzchnia dolna jest nierówna, nieregularna i jest położona poziomo. Tworzy część powierzchni zewnętrznej podstawy czaszki. Na brzegu tylnym tej części znajduje się wcięcie szyjne (łac. incisura jugularis), przedzielone kostną listewką – wyrostkiem śródszyjnym (łac. processus intrajugularis) na mniejszą część przyśrodkową (przednią) oraz na boczną (tylną). Kość potyliczna uzupełnia wcięcie szyjne kości skroniowej własnym wcięciem szyjnym, położonym na bocznej krawędzi części bocznej kości potylicznej.
Przez otwór szyjny biegną:
- zatoka skalista dolna,
- nerw językowo-gardłowy,
- nerw błędny,
- nerw dodatkowy,
- żyła szyjna wewnętrzna,
- tętnica oponowa dolna;

Do przodu i z boku od wcięcia szyjnego leży duży, głęboki dół szyjny (łac. fossa jugularis). W nim leży opuszka górna żyły szyjnej wewnętrznej (łac. bulbus superior venae jugularis internae). Nad tym dołem leży dno jamy bębenkowej. W ścianach dołu szyjnego mogą znajdować się komórki bębenkowe (łac. cellulae tympanicae). Na dnie dołu szyjnego znajduje się drobna, słabo widoczna rynienka do kanalika sutkowego (łac. canalicus mastoideus), który prowadzi gałąź uszną nerwu błędnego do szczeliny bębenkowo-sutkowej. W swoim przebiegu gałąź ta oddaje też drobne gałązki do błony śluzowej przewodu słuchowego zewnętrznego. Pomiędzy dołem szyjnym a częścią przednią wcięcia szyjnego leży trójkątne wgłębienie na którego dnie znajduje się otwór zewnętrzny kanalika ślimaka (łac. foramen externum canaliculi cochlae). Do przodu od dołu szyjnego leży okrągły otwór zewnętrzny kanału tętnicy szyjnej (łac. foramen externum canalis carotici). Prowadzi on do kanału tętnicy szyjnej. Kanał ten jest zagięty i biegnie pionowo, po czym zagina się i biegnie poprzecznie, skośnie do przodu i przyśrodkowo w obrębie części skalistej, po czym uchodzi na szczycie piramidy otworem wewnętrznym kanału tętnicy szyjnej (łac. foramen interum canalis carotici). W ścianie kanału tuż przy otworze zewnętrznym znajdują się otworki, które prowadzą do kanalików szyjno-bębenkowych (łac. canaliculi caroticotympanici) dla gałązki szyjno-bębenkowej od tętnicy szyjnej wewnętrznej i nerwów szyjno-bębenkowych od nerwu bębenkowego (od nerwu językowo-gardłowego), które dochodzą do jamy bębenkowej.
Przez kanał tętnicy szyjnej przechodzą:
- tętnica szyjna wewnętrzna,
- splot żylny szyjno-tętniczy,
- splot współczulny szyjno-tętniczy zewnętrzny;

Dołek skalisty (łac. fossula petrosa) leży między otworem zewnętrznym kanału tętnicy szyjnej a dołem szyjnym i otworem zewnętrznym kanalika ślimaka. Tutaj leży zwój dolny nerwu językowo-gardłowego.
Przez kanalik ślimaka przebiegają:
- przewód przychłonkowy (tworzący połączenie między uchem wewnętrznym a przestrzenią podpajęczynówkową opon mózgowych),
- żyłkę od ślimaka do żyły szyjnej wewnętrznej;

Bocznie od dołka skalistego położony jest wyrostek rylcowaty (o dł. 4–5 cm), który jest miejscem przyczepu tzw. bukiet Riolana. Wyrostek objęty jest od przodu kostną pochwą wyrostka rylcowatego (łac. vagina processus styloidei), należącą do części bębenkowej kości skalistej. Jednakże dalsza część pochwy położona na wyrostku powstaje z części skalistej.
Otwór rylcowo-sutkowy (łac. foramen stylomastoideus) położony jest między wyrostkiem rylcowatym a sutkowym. Jest to zakończenie kanału nerwu twarzowego. Przez otwór wychodzi komponenta parasympatyczna nerwu twarzowego (nerw pośredni), a do otworu wchodzi tętnica rylcowo-sutkowa (łac. arteria stylomastoidea) – pochodząca od t. szyjnej zewnętrznej. Z otworu wychodzi również żyła rylcowo-sutkowa (łac. vena stylomastoidea), zespala się od góry z żyłami oponowymi środkowymi. Przy szczycie piramidy znajduje się czworoboczne pole dla przyczepu mięśnia dźwigacza podniebienia miękkiego i dla części chrzęstnej trąbki słuchowej. Występuje tutaj również chrząstkozrost skalisto-potyliczny (łac. synchondrosis petrooccipitalis).